# Sibám
Sibám Jemen középső részén fekszik, Hadramaut régió történelmi fővárosa, melyet mintegy nyolcezren laknak. Az óváros egy 400×500 méternyi területen, egy szigetszerűen kiemelkedő sziklás fennsíkon található. Hírnevét elsősorban vályogtéglából épült több emeletes lakóházainak köszönheti, melyek között akad olyan is, amely 500 évvel ezelőtt épült. Emiatt szokás olykor „a sivatag Manhattanjének” nevezni. Manapság jelentős részük rom. Az épületek érdekessége, hogy a fából készült belső támasztószerkezetek olyan régiek, hogy a természetes bomlás miatt 10-15 évenként friss vályogtéglákkal széles körű renoválást kell végezni rajtuk. A felújítási munkákat a speciális vályogépítők és a kézművesek hamar elvégzik. Bár a jemeni kormány és nemzetközi szervezetek is pénzügyi támogatást nyújtanak az épületek karbantartására, az emberek nagy része mégis a távozás mellett dönt, hiszen ezek a munkálatok magas költségekkel járnak. Itt található Jemen legrégebbi mecsete. Sibám óvárosát az UNESCO 1984-ben vette fel a világörökségek közé.

## Történelem
A várost a 3. században alapították, azután, hogy Szabá városát elpusztították és lakosság Hadramautba vándorolt, mely akkor még önálló királyság volt. A 15. századig Sibám Hadramaut politikai és gazdasági centruma volt. A város nevét az ifjabb Sibám Búri Hárisz bin Szabá királyról kapta. Amikor később a kaszíri szultánok Sejuhnt választották székhelyüknek, a város jelentősége fokozatosan csökkenni kezdett. Érdekesség az is, hogy az első európai csak 1893-ban jutott el Sibámba. 

## Külső hivatkozások
- Fotók